# Czarcie koło (film)
Czarcie koło (ros. Чёртово колесо, Czortowo koleso) – radziecki czarno-biały film niemy z 1926 roku w reżyserii Grigorija Kozincewa i Leonida Trauberga oparty na podstawie powieści Wieniamina Kawierina Koniec meliny (ros. Конец хазы). Rewolucyjna burleska zrealizowana przez ugrupowanie FEKS. Tematem filmu jest romantyka świata przestępczego. Feksy fetyszyzowali ten świat szukając w nim egzotyki i osobliwości.
Początkowo tytuł filmu miał brzmieć Marynarz z Aurory. Film przedstawia przygody marynarza Wani Szorina, który w czasie przepustki poznaje dziewczynę z marginesu przestępczego i razem z nią trafia do bandyckiego półświatka. Zdjęcia do filmu kręcono podobno w autentycznych leningradzkich spelunkach. Autorem zdjęć był Andriej Moskwin.
Realizatorom filmu udało się wydobyć mnóstwo szczegółów z życia codziennego oraz pokazać w interesujący sposób współczesny Leningrad.

## Fabuła
Opowieść o marynarzu z Aurory, który po dezercji ze statku przebywa w podziemnym, kryminalnym świecie Leningradu.

## Obsada
- Piotr Sobolewski jako Iwan Szorin
- Ludmiła Siemionowa jako Walka
- Siergiej Gierasimow jako przywódca gangu
- Janina Żejmo jako dziewczyna z gangu
- Emil Gal jako Koko
- Siergiej Martinson jako dyrygent
- Andriej Kostriczkin jako dobosz